# Vista Pirineu
La Urbanització Vista Pirineu és una entitat de població del municipi d'Artés, situada entre els punts quilòmetrics 40 i 41 de la carretera B-431.
A finals dels anys 60 i principis dels 70 es debatia i s'aprovava el primer projecte d'urbanització. Després de problemes a causa del terreny final edificat, major que l'aprovat en el projecte inicial, es reforma el pla parcial, aprovant-se aquest definitivament l'any 1985.
L'any 2005 tenia una població estable de 74 habitants, tot i que aquesta augmenta significativament en períodes de vacances a causa de les segones residències, predominantment de gent procedent de Manresa i Barcelona.
El seu nom ve donat per la seva situació al capdamunt de la Serra de Calders, a uns 470 m d'altitud, des d'on es veu la Serralada dels Pirineus.